# Neovalgus scarletus
Neovalgus scarletus är en skalbaggsart som beskrevs av Miyake 1989. Neovalgus scarletus ingår i släktet Neovalgus och familjen Cetoniidae. Inga underarter finns listade i Catalogue of Life.